# Winti

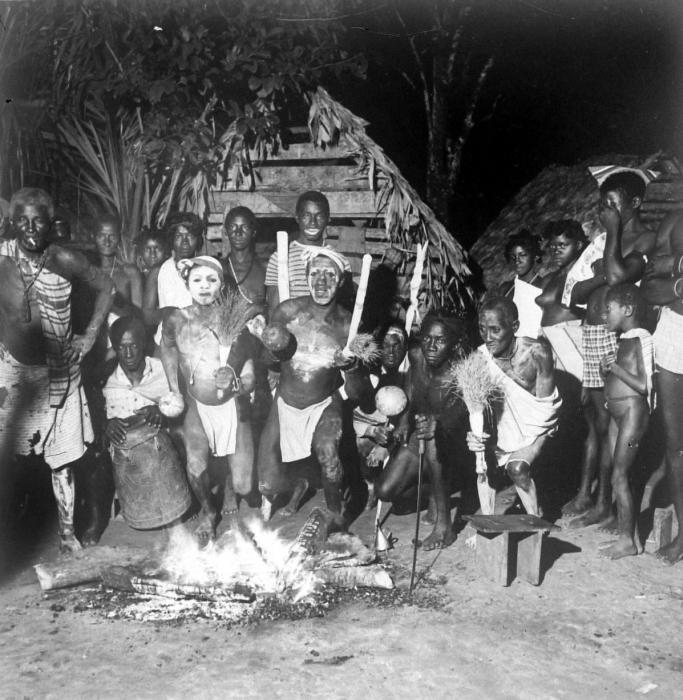
Foto genomen na rituele dans, de lichamen zijn met kruiden geprepareerd zodat men door vuur kan dansen

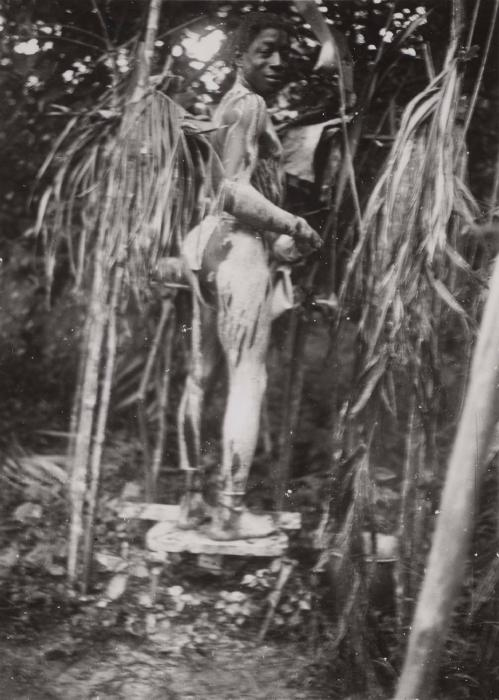
Pembadoti (pijpaarde) is een witte klei die voornamelijk in moerasgebieden voorkomt. Deze witte klei wordt niet, in tegenstelling tot wat men vaak denkt, gebruikt om de doden te verdrijven, maar om één met hen te worden. Het wit maken van het lichaam geeft de persoon de mogelijkheid om niet uit de toon te vallen bij de goden of geesten. Pembadoti wordt vooral opgesmeerd door de marrons die tijdens wintirituelen dichter bij hun voorouders willen komen om hen hulp en/of advies te vragen. De pembadoti wordt niet alleen gebruikt voor het insmeren van het lichaam, maar ook van amuletten of muziekinstrumenten die gebruikt worden bij het oproepen van de winti's.

Winti is een traditionele Afro-Surinaamse religie. De term wordt tevens gebruikt voor alle bovennatuurlijke wezens die door Anana Keduaman keduampon, De Schepper van het universum, zijn geschapen. De winti's zijn door West-Afrikaanse slaven in de slavernijperiode meegenomen naar Suriname. De wintireligie kent geen geschreven bronnen of een centraal gezag.

## Aspecten
De winti's worden ook wel yeye of konfo genoemd. Alle winti's bestaan uit goedaardige aspecten (bun-sey) en boosaardige (ogri-sey). De winti's zijn (deels) erfelijk. De winti's waken net als de vooroudergeesten over alle familieleden uit een bepaalde stamboom (bere), die hen eren en offers brengen als dank. Als men echter de spirituele regels en wetten overtreedt kan dit tot vergelding door de winti's leiden. Men kan tot spirituele verzoening en balans komen door het nemen van bepaalde rituele (kruiden)baden en het verrichten van bepaalde rituele handelingen.
Een mannelijke en een vrouwelijke winti krijgen voor de geboorte van een baby de spirituele verantwoordelijkheid over het kind. Zij treden vanaf dat moment op als de bovennatuurlijke ouders (djodjo) van het kind, dat een deel van hun karaktereigenschappen meekrijgt. Het mannelijke gedeelte van de ziel (kra) van het kind is een deel van de mannelijke djodjo en het vrouwelijke gedeelte van de kra is een deel van de vrouwelijke djodjo. De beide kra dragen de mannelijke en vrouwelijke dagnamen van het Afrikaanse volk Ashanti (die deels tot de voorouders van de Afro-Surinamers behoren). Vroeger werden deze namen ook als persoonsnamen door Afro-Surinamers gebruikt, thans hebben deze meestal een ritueel gerelateerde functie.

## Pantheons
Er zijn vier pantheons of groepen. Ieder pantheon valt onder een bepaalde God. Aan het hoofd van het aardepantheon (gron-winti's) staat Aisa. Zij is tevens het hoofd van alle winti's. Tata Opete, ook wel Anangka Yaw, staat aan het hoofd van het luchtpantheon (Tapu-Kromanti). In het bospantheon (busiwinti's) is Tata Bumba of Telele Mbumba de voornaamste winti. Tata Bosu is het hoofd van het waterpantheon (Watra-wenu).
1. Het aardepantheon met de goden van de aarde of gron-winti's.
  1. Aisa (wordt beschouwd als het hoofd van de gron-winti's; tevens Moeder Aarde)
  2. Loko (de echtgenoot van Aisa)
  3. Leba
  4. Gron-ingi
  5. Luangu
  6. Fodu
2. Het waterpantheon met de watergeesten of Watra-Wenu's
  1. Wenu
  2. Watra Ingi
  3. Watra Kromanti
3. Het bospantheon met de bosgeesten of Busi-Gado's
  1. Busi Ingi
  2. Ampuku
  3. Kantasi
  4. Adumankama
  5. Obia
4. Het luchtpantheon met de luchtgoden of Tapu Winti's
  1. Tata Yaw
  2. Opete
  3. Sofia-Bada
  4. Awese
  5. Aladi
  6. Gisri
  7. Tando
  8. Gebry
  9. Adjaini

Men gelooft dat de winti's huwen. De echtgenoot van Aisa heet Loko. Meestal heeft een Bere-Aisa een Tapu-Kromanti als man, en de gron-Aisa (godin van de Aarde) een god, die zich manifesteert als een slang, de mannelijke Papasneki. Deze slang woont in een Loko-boom en wordt in de liturgie bezongen in het Gron-wintipantheon. De vrouw van Tata Bumba is de Moedergodin van het bos (Baka-Busi-Aisa). Tata Bosoes partner is Mama Tobosi. De hoge winti's hebben allen een knecht (futu-boy). De knechten zijn zieners en/of genezers (Obiaman) die ten dele hun kennis inzake de genezing van ziekten van bovennatuurlijke aard van de hoge winti's krijgen.

## Geschiedenis
Leden van diverse West-Afrikaanse stammen die gedurende de periode van slavernij naar Suriname zijn gebracht namen hun geloofsovertuigingen mee. Op de plantages versmolten de verschillende elementen ervan en werden nieuwe elementen toegevoegd. Zo ontstond de typisch Surinaamse wintireligie. De Europese plantage-eigenaren interesseerden zich aanvankelijk niet voor het geloof van de slaven. Lange tijd werd winti gedoogd, maar na het internationale verbod op de trans-Atlantische slavenhandel (effectief in 1826) werden Afrikaanse geloofspraktijken in toenemende mate actief tegengewerkt. Zendelingen en missionarissen werden vanaf die tijd steeds meer toegelaten op de plantages. Bij hun bekeringsinspanning traden zij hard op tegen uitingen van voorvaderlijk geloof. Voor veel slaven verving het christelijke geloof van de kolonisator niet hun oorspronkelijk geloof; het kwam ernaast te staan. Winti verdween nooit.
Na de afschaffing van de slavernij in 1863 en de daarop volgende periode van staatstoezicht (1863-1873) leek een heropleving mogelijk, maar deze werd direct gesmoord door een wettelijk verbod op afgoderij in 1874: Hij die afgoderij pleegt  wordt gestraft met hechtenis van ten hoogste drie maanden of geldboete van ten hoogste honderd gulden. Winti werd officieel als 'afgoderij' beschouwd. De religie ging daardoor verder uit het gezichtsveld van de kolonisator, ondergronds. Voor de machthebbers werd winti nog geheimzinniger, tot zelfs vijandig.
Een eeuw later, in 1971 pas, werd het winti-verbod opgeheven, door toenmalig justitieminister Jnan Adhin; volgens de toelichting omdat het als discriminatie op godsdienstig gebied werd ervaren. Een openlijke heropleving van winti liet echter nog jaren op zich wachten, mogelijk door geïnternaliseerde christelijke normering en gevoelens van minderwaardigheid op religieus terrein. Winti werd gezien als een vorm van 'bijgeloof'.
Na de millenniumwisseling komt winti in een stroomversnelling. In 2006 neemt de Surinaamse overheid de winti-belangenstichting Tata Kwasi ku Tata Tinsensi op in de databank religieuze organisaties. In 2011 benoemt ze de eerste twee winti-huwelijksambtenaren. Wintipriesters werden informeel al wel benoemd, maar nog zonder wettelijke status. In 2014 dan wordt Dorenia Babel de eerste geestelijke uit de winti-gemeenschap door de overheid erkend en benoemd tot Okomfo fu kondre (wintipriester). Haar ambt is een publieke functie, haar taak het wintigeloof verder te doen te ontwikkelen en waardering te doen krijgen. In 2019 doet psychiater Glenn Helberg een oproep aan de in Suriname gevestigde christelijke denominaties om winti als een gelijkwaardige religie te beschouwen.

## Winti-objecten

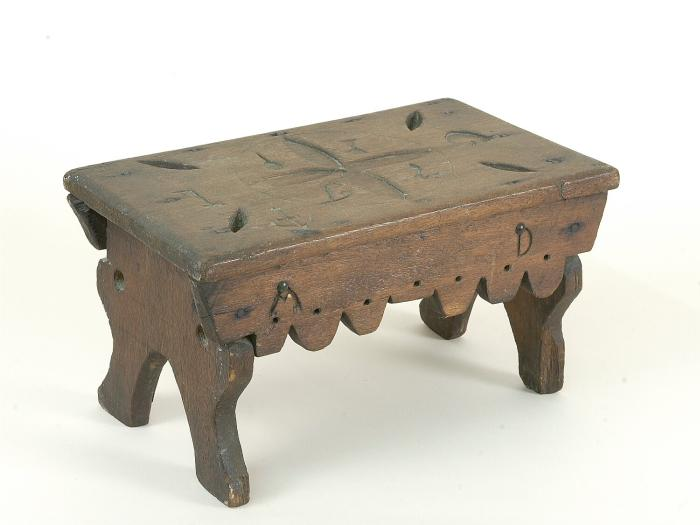
Houten bank (kwakwabangi) gebruikt bij wintirituelen; het bankje wordt dan met twee houten stokken bespeeld als een sterk ritmisch instrument tijdens een wintiprei (dansritueel) om de goden en geesten op te roepen, Wereldmuseum Amsterdam
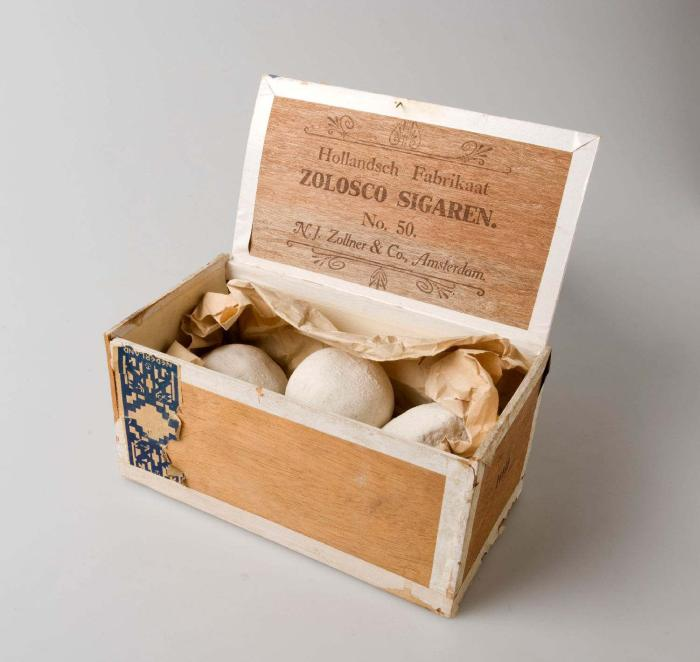
Deze witte klei (pemba doti, ook wel pijpaarde) wordt gebruikt voor het insmeren van amuletten en andere voorwerpen die verband houden met magie en ritueel, Wereldmuseum Amsterdam
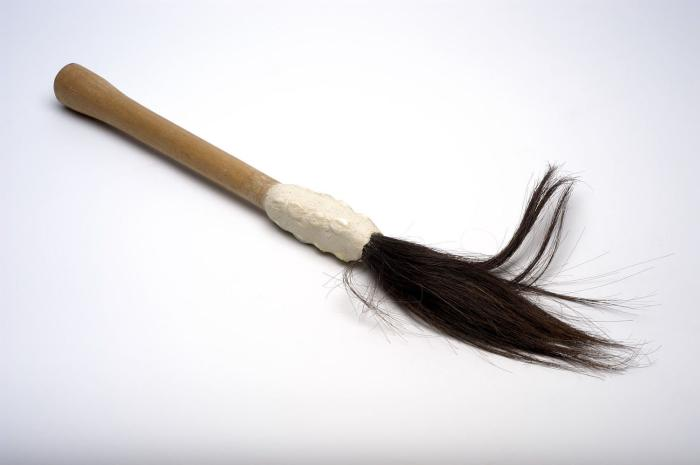
Deze magische bezem wordt gebruikt door de obiaman, een vaak geraadpleegde priester-medicijnman-waarzegger in de wintireligie, Wereldmuseum Amsterdam
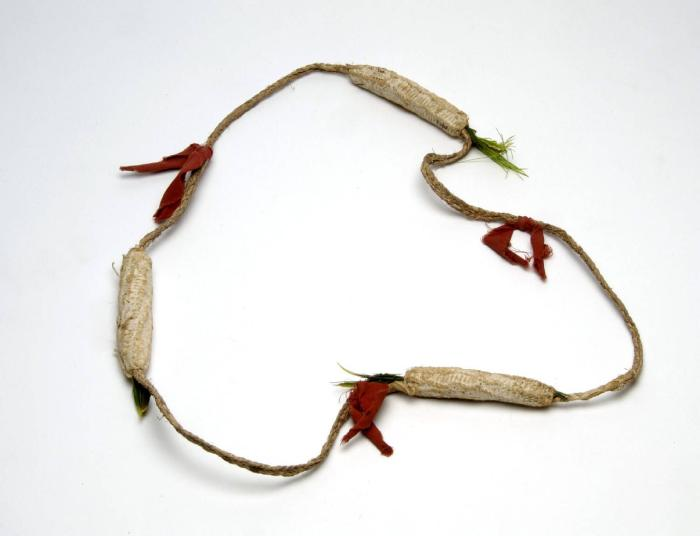
Halssnoer (amulet) met beschermende krachten, Wereldmuseum Amsterdam
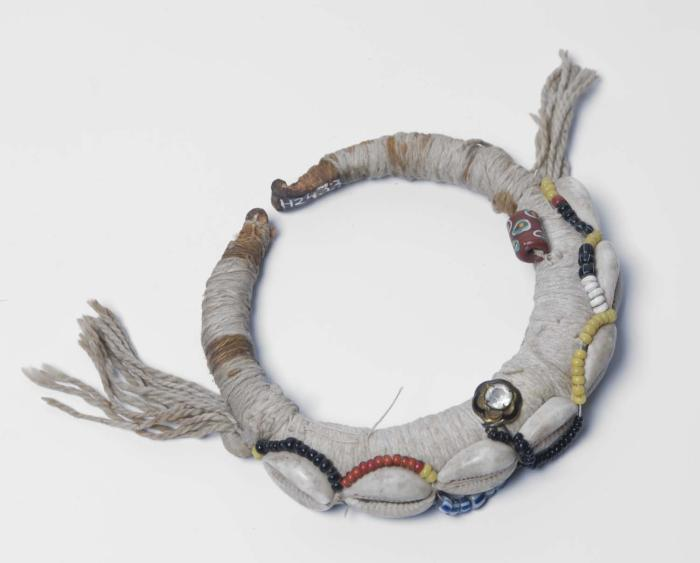
Bovenarmring (amulet), Wereldmuseum Amsterdam